# Сару
Сару (енгл. Saru) је наводно криптид из Републике Конго.

## Опис криптида
Описује се као из групе Орнитопода. Дуг је 8 до 10 метара, висок 2,5 до 3 метра, има дуг реп, биљојед је и тежак је 3 тоне. Храни се ниском и средње високом вегетацијом. Постаје агресиван ако га неко нападне. Способан је убити мање предаторе, али иначе бјежи од њих. Веома је добар пливач.